# L'uomo solitario
L'uomo solitario (The Lonely Man) è un film del 1957 diretto da Henry Levin, con Jack Palance, Anthony Perkins e Neville Brand.

## Trama
Il pistolero Jack Wade, quasi cieco, torna nel suo paese natale, da cui se n'era andato dopo aver commesso un omicidio. Il figlio lo ritiene responsabile della morte della madre, ma dovrà ricredersi. Wade deve affrontare un ultimo duello, e sarà spalleggiato dal figlio.